# Gare de Véretz - Montlouis
Gare de Véretz - Montlouis – przystanek kolejowy w Montlouis-sur-Loire, w departamencie Indre i Loara, w Regionie Centralnym, we Francji.
Jest przystankiem kolejowym Société nationale des chemins de fer français (SNCF), obsługiwanym przez pociągi TER Centre.